# Tarsotropidus rothi
Tarsotropidus rothi är en skalbaggsart som beskrevs av Pierre Lepesme och Stefan von Breuning 1956. Tarsotropidus rothi ingår i släktet Tarsotropidus och familjen långhorningar. Inga underarter finns listade i Catalogue of Life.